# Oleszyce (gemeente)
De gemeente Oleszyce is een stad- en landgemeente in het Poolse woiwodschap Subkarpaten, in powiat Lubaczowski.
De zetel van de gemeente is in Oleszyce.
Op 30 juni 2004 telde de gemeente 6615 inwoners.

## Oppervlakte gegevens
In 2002 bedroeg de totale oppervlakte van gemeente Oleszyce 151,82 km², waarvan:
- agrarisch gebied: 48%
- bossen: 45%

De gemeente beslaat 11,6% van de totale oppervlakte van de powiat.

## Demografie
Stand op 30 juni 2004:
| Omschrijving                   | Totaal | Totaal | Vrouwen | Vrouwen | Mannen | Mannen |
| ------------------------------ | ------ | ------ | ------- | ------- | ------ | ------ |
| eenheid                        | aantal | %      | aantal  | %       | aantal | %      |
| inwoners                       | 6615   | 100    | 3348    | 50,6    | 3267   | 49,4   |
| bevolkingsdichtheid (inw./km²) | 43,6   | 43,6   | 22,1    | 22,1    | 21,5   | 21,5   |

In 2002 bedroeg het gemiddelde inkomen per inwoner 1324,18 zł.

## Administratieve plaatsen (sołectwo)
Borchów, Futory, Nowa Grobla, Stare Oleszyce, Stare Sioło.